# Fünfhaus Posse
Fünfhaus Posse ist eine 1993 gegründete Hip-Hop-Gruppe aus Wien, Österreich. Ihr Markenzeichen auf dem ersten Album Aufpudeln sind die in Mundart vorgetragenen Texte über jazzlastige Beats. Für das zweite Album Fünfhaus wurden dann der Stil und das Auftreten angepasst, was sich in gewöhnlicheren Beats und auf zum Großteil in Hochdeutsch verfassten Texten niederschlug.

## Diskografie
- 1996: Golf (Maxi-Single, Spray Records)
- 1996: Iss mich (Maxi-Single, Spray Records)
- 1997: Aufpudeln (Album, Spray Records)
- 2001: Engel (Maxi-Single, Sunshine)
- 2002: Fünfhaus (Album, Sunshine)